# Powszechna Ordynacja Sądowa Dla Państw Pruskich
Powszechna Ordynacja Sądowa Dla Państw Pruskich – pruski kodeks postępowania cywilnego, wydany w 1793 za panowania Fryderyka Wilhelma II.
Stanowił jednolite unormowanie prawa cywilnego procesowego dla wszystkich prowincji pruskich. Wprowadzał zasadę pisemności procesu, przy jednoczesnym zachowaniu obowiązku dochodzenia prawdy materialnej.
Część procesu przeprowadzał sędzia, zwany deputowanym, finalnie sporządzający pisemny referat. Na podstawie tego dokumentu odrębnie wybierany sędzia lub zespół sędziów wydawał wyrok. Obowiązywała zasada orzekania tylko i wyłącznie na podstawie akt, a wola stron została zmarginalizowana w toku postępowania.
Zasady procesu cywilnego ustalone tą Ordynacją miały moc powszechnie obowiązującą do 1877 na terenach państwa pruskiego, kiedy to wprowadzono jednolite zasady dla całego Cesarstwa Niemieckiego.
Powszechna Ordynacja Sądowa Dla Państw Pruskich obowiązywała na terenach Rzeczypospolitej pierwszego i drugiego zaboru pruskiego, a po 1795 również na ziemiach trzeciego zaboru pruskiego.
Dokument składał się z trzech części:
1. Porządek procesu.
2. O postępowaniu w procesach niespornych.
3. O obowiązkach urzędników sądowych.

Powszechną Ordynację Sądową Dla Państw Pruskich przetłumaczono na język polski w 1822 nakładem drukarni Wilhelma Dekera, w oparciu o znowelizowany tekst kodeksu z 1793 .